# Nhi Lan Le
Nhi Lan Le (Nha Trang, 30 giugno 1971) è una schermitrice statunitense.

## Palmarès
In carriera ha conseguito i seguenti risultati:
- Giochi Panamericani:

Winnipeg 1999: bronzo nella spada a squadre ed individuale.